# Masakra w Kandaharze
Masakra w Kandaharze albo masakra pod Pandżawi – zbrodnia wojenna popełniona w Afganistanie przez amerykańskiego żołnierza w dystrykcie Pandżawi, prowincji Kandahar w godzinach porannych 11 marca 2012.
Sierżant sztabowy Robert Bales w nocy 11 marca 2012 roku opuścił amerykańską bazę wojskową i w okolicznych wioskach strzelał do nieuzbrojonych cywilów, zabijając w dwóch wioskach 16 osób. Amerykańskie dowództwo po raz kolejny przepraszało Afgańczyków i zapowiedziało śledztwo oraz ukaranie sprawcy. Masakra uruchomiła kolejną falę antyamerykańskich nastrojów. Społeczeństwo ponownie domagało się opuszczenia Afganistanu przez Amerykanów. Talibowie zaprzysięgli zemstę na Amerykanach. 23 sierpnia 2013 Bales został uznany winnym zabójstwa z premedytacją i został skazany na dożywocie.